# Benna (See)
Benna ist ein See in der norwegischen Kommune Melhus in der Provinz Trøndelag. Der See hat eine Fläche von 5,73 km² und befindet sich auf 184 moh. Er dient als Trinkwasservorrat für die Gemeinde und zur Sicherung der Wasserversorgung Trondheims. Zum Schutz des Sees ist die Ausübung von Wassersportarten verboten, er stellt jedoch für Sportfischer aufgrund seines reichen Fischbestandes ein beliebtes Angelrevier dar.

## Geographie

### Zulauf und Ablauf
Der Benna wird durch einen Zulauf vom Grøtvatnet sowie durch Ablaufbäche der kleinen Bergseen Litl-Sågåsvatnet, Sågåsvatna, Svartvatnet, Storøveråvatnet und Litløveråvatnet gespeist, die sich allesamt östlich des Bennas auf einem Gebirgskamm befinden. Der Ablauf des Bennas findet im Norden über den Loa statt, der wiederum bei Flå in die Gaula mündet.

### Inseln
Im Benna befinden sich insgesamt acht Holme: Brandholmen, Gaddholmen, Litlholmen, Skiholmen, Storholmen und drei Namenlose. Darüber hinaus ragen mit der Agnesodden, der Brandodden, der Sveodden, und der Tyvodden vier benannte Halbinseln in den See. Hinzu kommen zu diesen noch mehrere namenlose Landspitzen und Halbinseln.

## Ökologie

### Fauna
Im Benna leben mehrere Fischarten, darunter Forellen, Seesaiblinge und drei Stichlingsarten. Die Saiblinge stellten die dominierende Fischart im See dar, deren Individuen bis zu 3–5 kg schwer werden. Der Forellenbestand gestaltet sich dennoch ebenfalls sehr groß. Die ausgewachsenen Tiere dieser Art im See haben meist eine Masse zwischen 1–2 kg.
Wahrscheinlich ist zudem, dass der Benna dem Europäischen Aal historisch als Lebensraum gedient hatte. Ob dies immer noch der Fall ist, ist unklar und mangels Sichtung auch unwahrscheinlich. Der Aal wird seit dem Jahr 2006 in der norwegischen Roten Liste gefährdeter Arten aufgeführt, als eine Art mit hohem Risiko des Aussterbens.

### Flora
Die Flora des Sees wird sowohl im Unterwasser- als auch im Uferbereich durch das Nährstoffarme und klare Wasser geprägt. Im Uferbereich des Sees findet sich teilweise Spiegelndes Laichkraut, das in Norwegen vom Aussterben bedroht ist und in der norwegischen Roten Liste gefährdeter Arten mit dem Status Vulnerable, also als gefährdet, mit einem hohen Risiko des Aussterbens in der Natur in unmittelbarer Zukunft geführt wird. Neben diesem Vertreter der Laichkräuter gedeihen im See auch Faden-Laichkraut, Langblättriges Laichkraut, Zwerg-Laichkraut. Weiterhin finden sich Wurzelnder Wasser-Hahnenfuß (ein Hahnenfußgewächs) und Nadel-Sumpfbinsen.

### Wasserqualität
Das Wassers des Bennas verfügt über eine sehr gute Wasserqualität und einen hohen Sauerstoffgehalt auch bis in tiefere Gewässerschichten. Die Farbzahl des Wassers beträgt je nach Jahreszeit nur 0 bis 5, meist bewegt sich der Wert zwischen 3 und 5. Die Sauberkeit des Wassers zeigt sich auch an der niedrigen bakteriologischen Belastung. In mehreren Messungen wurde stets ein Wert von weniger als 5 E.coli-Bakterien pro 100 ml festgestellt. Mit 2,5 °dH ist das Wasser sehr weich. Der Nährstoffgehalt im See ist sehr gering und ähnelt dem vergleichbarer Bergseen in der Region. Der Phosphorgehalt beträgt lediglich 2 μg/l. Ebenso zeigt sich der Stickstoffgehalt mit 200 μg/l auf einem niedrigen Niveau. Der Grad der Trübung bewegt sich in der Regel zwischen 0,2 und 0,4 FTU. Der pH-Wert bewegt sich konstant um 7,7 bis 7,8.

## Wirtschaftliche Bedeutung

### Fischerei
Im Benna findet kein kommerzieller Fischfang statt, dennoch ist das Gewässer aufgrund seiner reichen Fischbestände als Angelrevier beliebt. Im Winter wird der See oft von Anglern zum Eisfischen auf Saibling benutzt.

### Trinkwassergewinnung

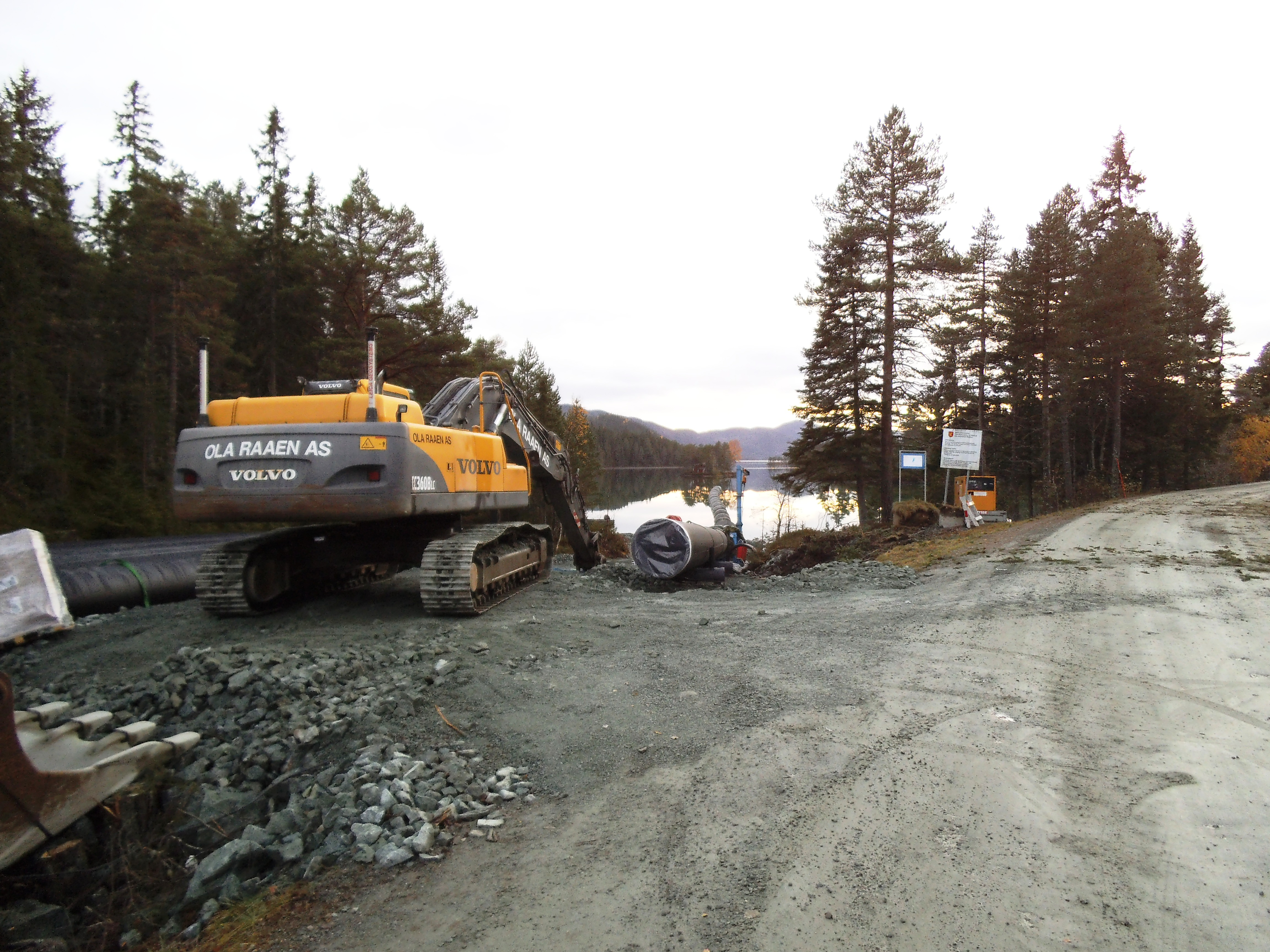
Bau der Rohrleitungen für das „MeTroVann“-Projekt im Herbst 2013

Der Benna wird zur Trinkwasserversorgung der Kommune Melhus genutzt und gilt als deren wichtigste Trinkwasserquelle. Die Idee für diese Nutzung wurde um 1965 vom Kvåler Gustav Berg geboren. Der Baubeginn für die Erschließung des Sees zur Trinkwassernutzung fand 1968 statt, als durch den bis zu 310 moh hohen Loåsen-Bergrücken von Norden her ein Tunnel durchgesprengt wurde. Durch diesen verläuft eine 1350 m lange und im Durchmesser 5–6 m starke Rohrleitung von der Råvika-Bucht im Norden des Bennas bis zu einem Wasseraufbereitungswerk, in dem dieses u. a. schwach gechlort wird. Die Bauarbeiten konnten mit dem Anschluss an das Trinkwassersystem der Kommune Melhus im Jahr 1972 abgeschlossen werden. Das Wassers des Bennas speist derzeit rund 3200 Haushalte, etwa 230 Betriebe und Unternehmen sowie mehrere öffentliche Einrichtungen wie Schulen, Altenheime etc.
Unter dem Projektnamen „MeTroVann“ (Melhus Trondheim Vann, sinngemäß deutsch: Melhus-Trondheim-Wasserversorgung) werden vom Benna aus Rohrleitungen zum Jonsvatnet verlegt und dazugehörige Infrastruktur wie Pumpstationen errichtet, um die Trinkwasserversorgung von Trondheim und Melhus zu verbessern und im Notfall sichern zu können. Derzeit wird das Wasser aus einer Tiefe von etwa 17 m unter der Wasseroberfläche aus dem Benna gepumpt. Durch die neuen Rohrleitungen soll das Wasser aus bis zu 45 m Tiefe gepumpt werden.

### Freizeit und Tourismus
Zur Wahrung der Trinkwasserqualität gilt für den Benna, neben einem Verbot für Neubauten auch ein Bade- und Bootsverbot. Abgesehen vom Sportfischen wird der Benna selbst daher kaum zur Freizeitgestaltung benutzt. Ein Bauernhof unweit des Grøtvannet vermietet jedoch Pferde, mit denen das Umland des Sees, teilweise auch auf angelegten Wegen, erkundet werden kann. Es gibt am See keine öffentlichen Sanitäranlagen, jedoch mehrere Hütten, die teilweise auch gemietet werden können.

## Statistik
| Statistische Daten zum Einzugsgebiet des Bennas                  |                  |
| Gesamteinzugsgebiet                                              | 25,7 km²         |
| Seefläche des Benna                                              | 5,73 km²         |
| Seefläche des Grøtvannet                                         | 2,6 km²          |
| Seefläche des Benna (in % am Gesamteinzugsgebiet)                | 22,2 %           |
| Seefläche des Benna und Grøtvannet (in % am Gesamteinzugsgebiet) | 32,4 %           |
| Mittlerer Spezifischer Jahresablauf                              | 18,7 l/s pro km² |
| Mittlerer Ablauf am Benna in den Loa                             | 500 l/s          |
| Theoretische Aufenthaltszeit des Wassers in Benna                | ca. 10 Jahre     |
| Höchster Punkt im Einzugsgebiet                                  | 512 moh.         |
| Tiefster Punkt im Einzugsgebiet                                  | 184 moh.         |

### Hydrologische Daten
Das Einzugsgebiet des Bennas beträgt 25,7 km². Anders als in der Regel üblich wird das Wassersystem nicht auf den dazugehörigen (Ab)fluss, den Loa bezogen, sondern auf den Benna. Es besteht aus dem See Grøtvannet, dessen in den Benna einmündenden Abfluss, dem Grøtbekken, dem Benna selbst samt einmündender Abflüsse einiger kleiner Bergseen und dem 3,2 km langen Loa. Der Loa mündet bei Flå in die Gaula, so dass das Benna-Wassersystem ein Nebenwassersystem des Gaula darstellt. Im Oberen Abschnitt des Loas befinden sich mehrere Wasserkraftwerke zur Stromerzeugung. Die nebenstehende Tabelle enthält weitere Daten über das Wassersystem Benna.